# Jean-Claude Juncker
Jean-Claude Juncker (* 9. prosince 1954 Redange) je lucemburský politik a právník, který v letech 2014–2019 zastával úřad předsedy Evropské komise. Evropský parlament nominaci schválil většinou 422 ze 729 hlasů.
V letech 1995 až 2013 působil jako předseda vlády Velkovévodství lucemburského, čímž se stal nejdéle sloužícím premiérem v historii Evropské unie a jedním z nejdéle působících hlav vlád v demokratických zřízeních vůbec. Současně s tímto úřadem zastával v období 1989–2009 post ministra financí. Mezi roky 1990–1995 byl předsedou Sociálně křesťanské strany (PCS/CVS).
V rámci lucemburského předsednictví EU, v letech 1997 a 2005, byl vždy na šest měsíců předsedou Evropské rady, respektive Rady Evropské unie. Mezi roky 2005–2013 vedl jako první stálý prezident Euroskupinu.

## Osobní život

### Mládí
Narodil se v Redange a většinu dětství strávil v Belvaux. Jeho otec, profesí ocelářský dělník, bojoval ve druhé světové válce na straně Třetí říše, když byl přinucen narukovat do Wehrmachtu. Mladý Jean-Claude studoval v belgickém Clairefontaine a před návratem domů úspěšně odmaturoval v Lycée Michel Rodange. V tuto dobu, konkrétně v roce 1974, vstoupil do Sociálně křesťanské strany. Následně roku 1979 absolvoval magisterské studium práv na francouzské University of Strasbourg, ale právnickou praxi nikdy nevykonával. Juncker mluví kromě svého rodného jazyka (lucemburština) také plynně francouzsky, německy a anglicky.

### Politická kariéra
Po návratu do Lucemburku se díky svým rétorickým schopnostem stal tajemníkem v parlamentu. Poprvé byl do Sněmovny reprezentantů, jednokomorového šedesátičlenného lucemburského parlamentu, zvolen v roce 1984 a okamžitě se v nové vládě pozdějšího předsedy Evropské komise Jacquese Santera stal ministrem práce. Tím se ujal role moderátora řady debat při jednáních v Evropské unii, kde se poprvé projevila jeho proevropská profilace. Zároveň se stal guvernérem Světové banky.
Krátce před parlamentními volbami v roce 1989 byl vážně zraněn při silniční nehodě. Následně strávil dva týdny v kómatu. Nicméně se po znovuzvolení vrátil do Sněmovny reprezentantů a v nové vládě zastával dvě ministerská křesla, když k portfeji práce získal i portfej financí.
Na počátku 90. let předsedal ECOFINu, Radě ministrů financí členských zemí EHS, která se klíčově podílela na konečné verzi Maastrichtské smlouvy. Juncker byl spoluzodpovědný za uzavření oddílu ekonomické a monetární politiky unie a sám smlouvu podepsal v roce 1992. V tomto období se stal parlamentním lídrem své strany.

#### Předseda vlády
Do sněmovny byl znovuzvolen v roce 1994, aby pokračoval v obou ministerských úřadech. Po oznámení nominace Santera na místo předsedy EK, byl 20. ledna 1995 jmenován velkovévodou Jeanem za předsedu vlády, ve které byla jeho strana v koalici se Socialisticko-dělnickou stranou (POSL-LSAP). Po jmenování se vzdal postu ve Světové bance, ale ponechal si obě předešlé ministerské funkce. Navíc se stal i ministrem zahraničí.
V prvním funkčním období premiéra se Juncker zaměřil na ekonomickou platformu v prohlubování bilaterálních mezinárodních vztahů, tak aby zvýšil prestiž Lucemburska v zahraničí. V roce 1996 v rámci své návštěvy Dublinu, se projevil jako úspěšný mediátor při sporu mezi francouzským prezidentem Jacquesem Chiracem a německým kancléřem Helmutem Kohlem ohledně politiky Ekonomické a monetární unie EU, jejímž byl členem. Tisk o něm referoval jako o hrdinovi z Dublinu, kterému se podařilo urovnat jejich spor.

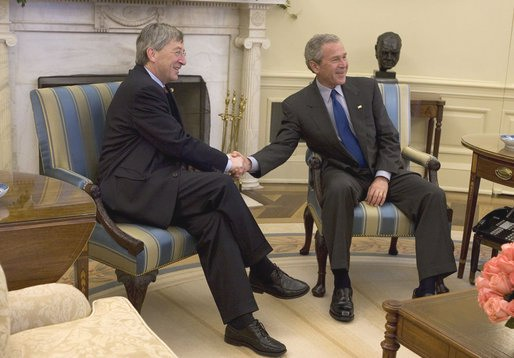
Při schůzce v Bílém domě s prezidentem USA Georgem Bushem, 15. dubna 2005

V roce 1997 se z titulu funkce předsedy vlády stal na půl roku předsedou Evropské rady. Zaměřil na integraci unie především oblasti sociálních věcí a vytvořil plán boje s nezaměstnaností, který byl pojmenován jako „lucemburský proces“ (předsedou EK byl také Lucemburčan). Inicioval vznik neformální skupiny Euro 11 ministrů financí, kteří se zamýšleli nad další monetární politikou unie.

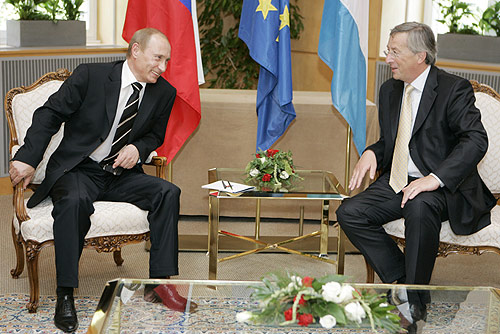
Premiér Juncker a ruský prezident Vladimir Putin 24. května 2007

V roce 1999 byl znovuzvolen do parlamentu a podržel si i funkci premiéra. Koalice se Socialisticko-dělnickou stranou již nebyla obnovena, místo ní vytvořil vládu s Demokratickou stranou (PD/Dp). Po dalších volbách v roce 2004, se socialističtí dělníci stali druhou nejsilnější stranou a Juncker se vrátil k obnovení koalice s nimi. Na Sumitu EU byl dezinformován o smrti tehdy již nemocného Jásira Arafata, což předčasně oznámil do médií.

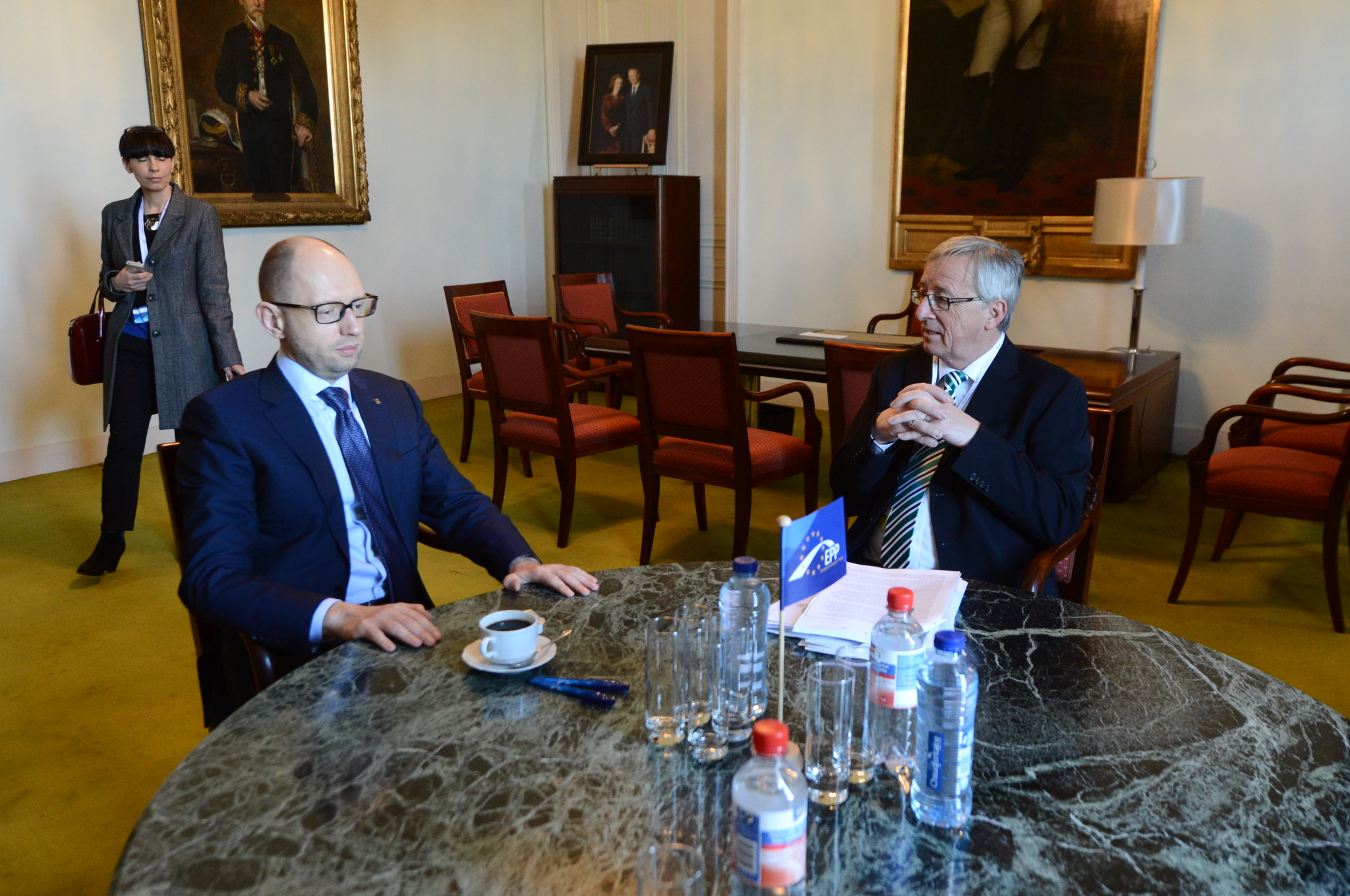
Juncker v březnu 2014 hovoří s ukrajinským premiérem Jaceňukem, který se dostal k moci po svržení Viktora Janukovyče

V roce 2005 se podruhé stal předsedou Evropské rady. V této roli navštívil amerického prezidenta George Bushe ve Washingtonu. Krátce před jeho koncem proběhlo v Lucembursku referendum o ratifikaci Smlouvy o Ústavě pro Evropu. Juncker spojil existenci vlády s úspěchem v referendu. Výsledkem 56,5 % pro smlouvu z celkové 88% účasti voličů, slavil úspěch. V Scheveningenu byl v témže roce zvolen na schůzce ECOFINu představitelem pro společnou měnu, tzv. „Panem Euro“ na dobu dvou let. Jeho úkolem byla koordinace hospodářské politiky eurozóny.
V roce 2009 odsoudil snětí exkomunikace nad kontroverzním biskupem Richardem Williamsonem.

#### Předseda Evropské komise

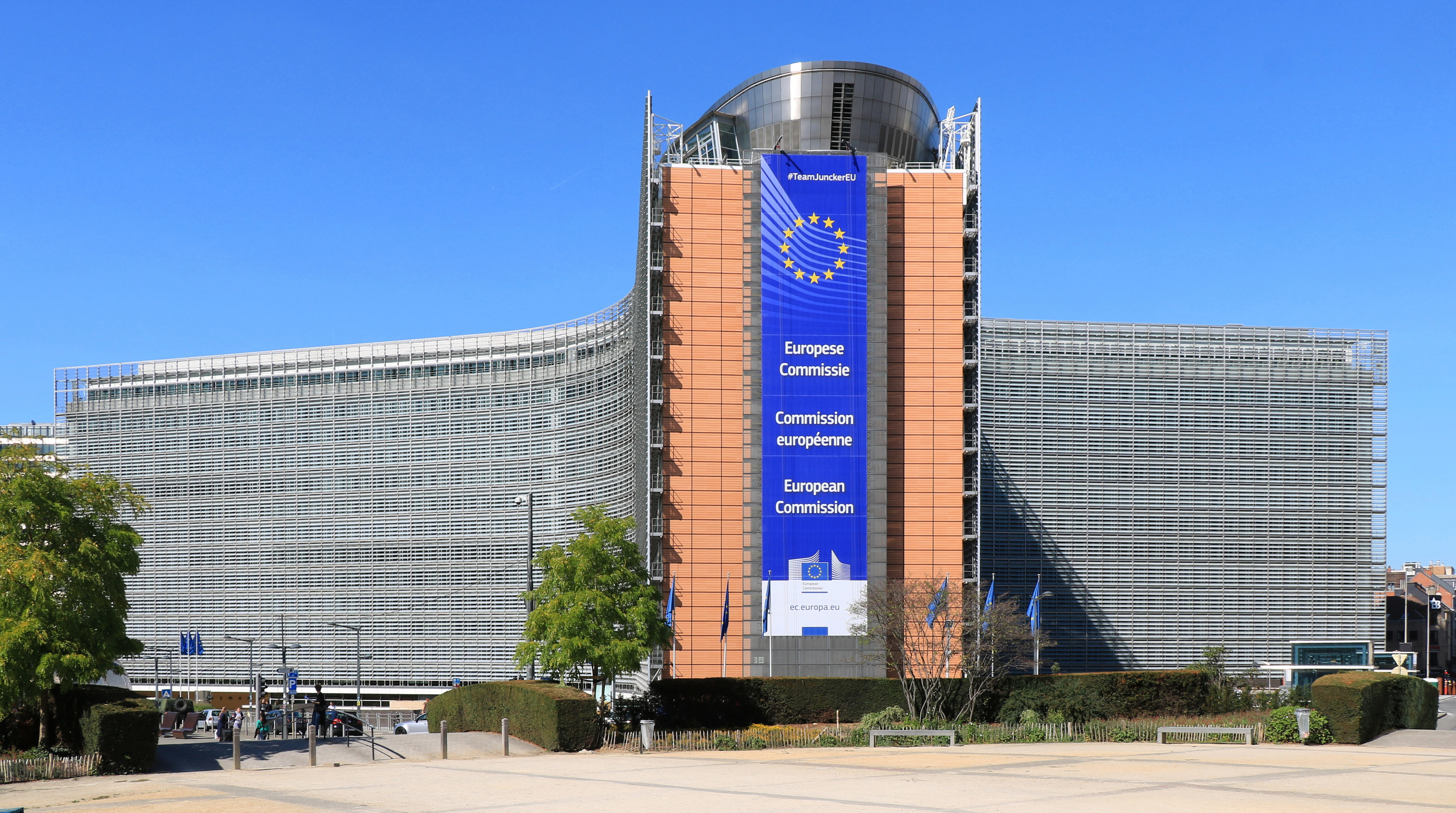
Sídlem Evropské komise je budova Berlaymont v Bruselu

Když v prosinci 2013 opustil úřad lucemburského premiéra, byl nejdéle sloužícím předsedou vlády v historii Evropské unie (dříve Evropských společenství). 15, července 2014 jej Evropský parlament zvolil novým předsedou Evropské komise.
Juncker prosazuje povinné kvóty pro přerozdělování uprchlíků mezi členské státy EU. S Junckerem a Evropskou komisí se kvůli tomu dostal do sporu maďarský premiér Viktor Orbán, který odmítl její návrh na přerozdělování uprchlíků a návrh Evropské komise označil za "absurdní, téměř šílený".
Po smrti dlouholetého kubánského vůdce a revolucionáře Fidela Castra Juncker tweetoval, že "Smrtí Fidela Castra ztratil svět muže, který byl pro mnohé hrdinou."

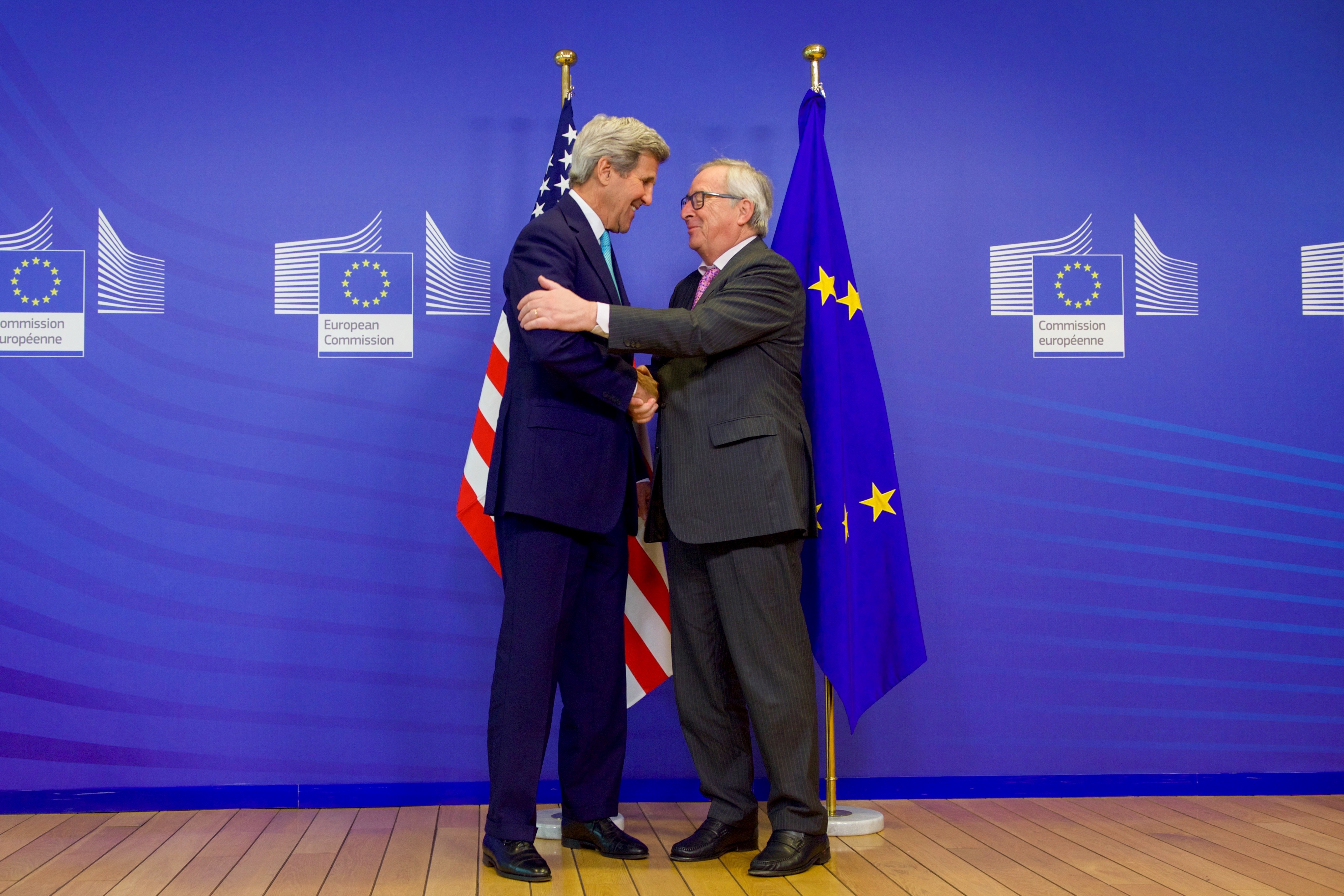
Juncker a americký ministr zahraničí John Kerry 25. března 2016

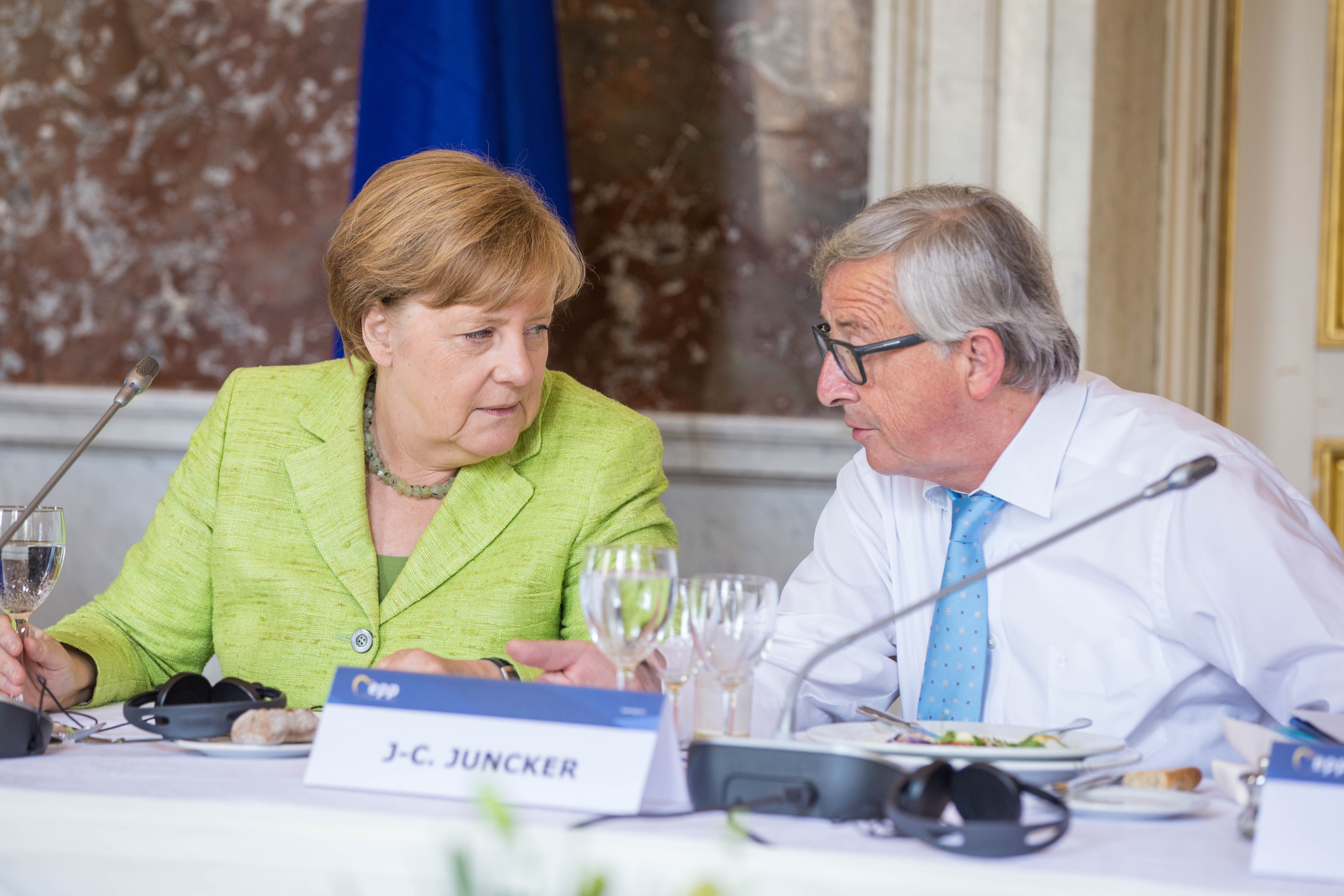
Juncker a německá kancléřka Angela Merkelová v Bruselu 22. června 2017

Juncker podpořil v roce 2014 sankce EU proti Rusku. V červnu 2017 Juncker kritizoval nové americké sankce proti Rusku, které připravil Kongres USA a které postihnou i evropské firmy spolupracují na rozšíření plynovodu Nord Stream, který přivádí zemní plyn z Ruska do Německa po dně Baltského moře.

## Postoj k separatismu
Lucembursko pod vedením Junckera dne 21. února 2008 uznalo jednostranné vyhlášení nezávislosti Kosova na Srbsku. 9. července 2011 Lucembursko pod vedením Junckera uznalo výsledky referenda o samostatnosti Jižního Súdánu a vyhlášení nezávislosti na Súdánu.
V říjnu 2017 jako předseda Evropské komise Juncker odmítl referendum o nezávislosti Katalánska a jednostranné vyhlášení nezávislosti na Španělsku, které je členským státem EU. V projevu, který pronesl na univerzitě v Lucemburku, prohlásil: „Pokud Katalánsku dovolíme - a nic nám do toho není - aby se oddělilo, jiní udělají totéž. To nechci.“

## Kritika

### Daňová aféra
Díky únikům informací LuxLeaks vyšlo najevo, že v letech 2002–2010, v době kdy byl Juncker lucemburským premiérem, pomáhalo Lucembursko nadnárodním monopolům platit nižší daně. Tajné dohody s nadnárodními firmami se týkaly okolo 340 společností. Juncker měl přitom cíleně bránit daňové reformě EU. Jenom Německo přišlo na daních kvůli politice Lucemburska o 197,99 miliónu dolarů. Podle německého vyšetřovatele Norberta Naulina „Tato podpora při daňových únicích, kterou jsme viděli při svém vyšetřování u bank, je systematickou a organizovanou formou hospodářské kriminality.“
Europoslanec Fabio de Masi, který je místopředsedou Vyšetřovacího výboru Evropského parlamentu pro praní peněz, vyhýbání se daňovým povinnostem a daňové úniky (PANA), uvedl: „Je absurdní, že milióny Evropanů, kteří trpěli kvůli úsporným politikám, mají nyní za předsedu Komise EU kmotra daňového dumpingu.“ Kvůli daňové aféře vyvolala skupina europoslanců, včetně předsedy britské UKIP Nigela Farage či Marine Le Penové z FN, hlasování o vyslovení nedůvěry Evropské komisi pod vedením Junckera, návrh ale nezískal podporu většiny europoslanců.

### Odhalení pomníku Karla Marxe
V květnu 2018 se Juncker zúčastnil slavnostního odhalení obří sochy Karla Marxe, kterou zaplatila Čína, v Marxově rodném městě Trevír v Německu u příležitosti 200. výročí jeho narození. Bývalý český prezident Václav Klaus jeho účast označil za přiznání vlivu, který Marx na „projekt evropské integrace v jeho dnešní podobě Evropské unie má“.

## Vyznamenání
- rytíř Řádu umění a literatury, Francie, 1985
- velkokříž Řádu za zásluhy Lucemburského velkovévodství, Lucembursko, 1988
- velký záslužný kříž s hvědou a šerpou Záslužného řádu Spolkové republiky Německo, Německo, 1988
- velkokříž Řádu prince Jindřicha, Portugalsko, 12. listopadu 1988[15]
- velkokříž Řádu dubové koruny, Lucembursko, 1994
- velkokříž Norského královského řádu za zásluhy, Norsko, 1996[16]
- velkodůstojník Řádu čestné legie, Francie, 2002
- velkokříž Řádu rumunské hvězdy, Rumunsko, 2003
- komtur Řádu znovuzrozeného Polska, Polsko, 2004
- velkokříž Řádu Kristova, Portugalsko, 6. května 2005[15]
- velkokříž Řádu tří hvězd, Lotyšsko, 2006
- rytíř velkokříže Řádu Isabely Katolické, Španělsko, 16. dubna 2007[17]
- velkokříž Řádu zásluh o Italskou republiku, Itálie, 19. listopadu 2007[18]
- velkokříž Řádu Amílcara Cabrala, Kapverdy, 2008
- velká čestná dekorace ve zlatě na stuze Čestného odznaku Za zásluhy o Rakouskou republiku, Rakousko, 2010[19]
- řádový řetěz Maltézského záslužného řádu, Suverénní řád Maltézských rytířů, 2010
- Řád za zásluhy Sárska, Sársko, 10. listopadu 2010[20]
- Řád za zásluhy Bádenska-Württemberska, Bádensko-Württembersko, 2011
- Řád za zásluhy Porýní-Falce, Porýní-Falc, 2011[21]
- velkokříž Záslužného řádu Spolkové republiky Německo, Německo, 2013[22]
- velkokříž Řádu Spasitele, Řecko, 2013[23]
- velkokříž Řádu Vitolda Velikého, Litva, 25. listopadu 2013[24]
- Řád přátelství, Kazachstán, 2014
- Řád knížete Jaroslava Moudrého I. třídy, Ukrajina, 11. května 2019, udělil prezident Petro Porošenko za významný osobní přínos k prohlubování vztahů mezi Evropskou unií a Ukrajinou, za podporu nezávislosti a územní celistvosti Ukrajiny a za prosazování sociálně-politických a sociálně-ekonomických reforem na Ukrajině[25]
- velkokříž Řádu Adolfa Nasavského, Lucembursko